# سيزار كالفو
سيزار كالفو (بالإسبانية: César Calvo)‏ هو صحفي وشاعر بيروفي، ولد في 26 يوليو 1940 في إكيتوس في بيرو، وتوفي في 2000 في ليما في بيرو.

## وصلات خارجية
- سيزار كالفو على موقع ميوزك برينز (الإنجليزية)
- سيزار كالفو على موقع ديسكوغز (الإنجليزية)